# کلیسای جامع آوگسبورگ

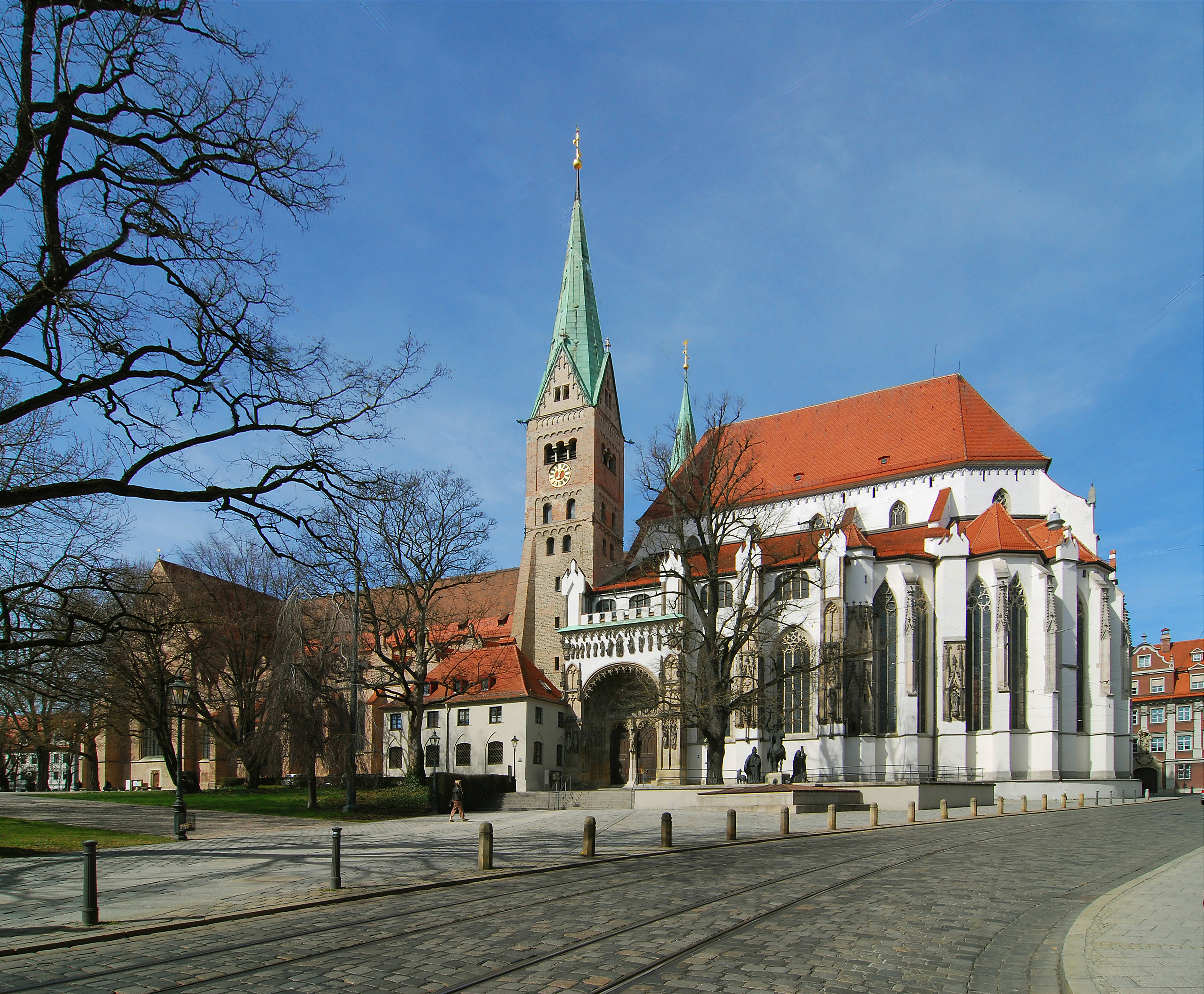

کلیسای جامع آوگسبورگ (انگلیسی: Augsburg Cathedral) نام کلیسایی در شهر آوگسبورگ در کشور آلمان است که  به قرن 11 میلادی تعلق دارد. معماری این کلیسا به سبک رومانسک بوده, اما در قرن 14 میلادی عناصزی از معماری گوتیک به آن افزوده شده است.